# Emil Kvanlid
Emil Kvanlid, né le 4 juillet 1911 à Målselv et mort le 1er juin 1998 à Drammen, est un coureur du combiné nordique norvégien.

## Biographie
Il réside à Drammen depuis 1932 et représente le club local. Il est déjà reconnu pour ses performances de saut à ski, mais émerge aux sommets des classements en 1938, où il remporte le championnat national et la course au Festival de ski d'Holmenkollen, qu'il gagne de nouveau en 1940, année où il amasse trois kongepokal. Il est ensuite engagé dans la Seconde Guerre mondiale dans la lutte contre l'occupant nazi, lors de laquelle il est blessé, ce qui l'empêche de retrouver le sport de haut niveau.
Pour ses exploits, il est récompensé par la médaille Holmenkollen seulement en 1993, car il devait la recevoir en 1940, mais la guerre a annulé la cérémonie.